# Indianapolis Tennis Championships 2000
L'Indianapolis Tennis Championships 2000 è stato un torneo di tennis giocato sul cemento.
È stata la 13ª edizione dell'Indianapolis Tennis Championships (conosciuto quest'anno anche come RCA Championships per motivi di sponsorizzazione), che fa parte della categoria International Series Gold nell'ambito dell'ATP Tour 2000. 
Si è giocato all'Indianapolis Tennis Center di Indianapolis negli Stati Uniti, dal 14 al 20 agosto 2000.

## Campioni

### Singolare
Gustavo Kuerten contro  Marat Safin con il punteggio di 3–6, 7–6(2), 7–6(2)

### Doppio
Lleyton Hewitt /  Sandon Stolle contro  Maks Mirny /  Jonas Björkman con il punteggio di 7–6(3), 4–6, 7–6(3)